# Маунт-Ріпоуз (Огайо)
Маунт-Ріпоуз (англ. Mount Repose) — переписна місцевість (CDP) в США, в окрузі Клермонт штату Огайо. Населення — 4648 осіб (2020).

## Географія
Маунт-Ріпоуз розташований за координатами 39°11′21″ пн. ш. 84°13′14″ зх. д. / 39.18917° пн. ш. 84.22056° зх. д. (39.189154, -84.220526).  За даними Бюро перепису населення США в 2010 році переписна місцевість мала площу 5,27 км², з яких 5,27 км² — суходіл та 0,00 км² — водойми.

## Демографія
Згідно з переписом 2010 року, у переписній місцевості мешкали 4672 особи в 1697 домогосподарствах у складі 1285 родин. Густота населення становила 887 осіб/км².  Було 1771 помешкання (336/км²).
Расовий склад населення:
| - 95,7 % — білих - 1,7 % — азіатів - 0,9 % — чорних або афроамериканців - 0,2 % — корінних американців |

До двох чи більше рас належало 1,2 %. Частка іспаномовних становила 1,7 % від усіх жителів.
За віковим діапазоном населення розподілялося таким чином: 28,8 % — особи молодші 18 років, 60,3 % — особи у віці 18—64 років, 10,9 % — особи у віці 65 років та старші. Медіана віку мешканця становила 37,2 року. На 100 осіб жіночої статі у переписній місцевості припадало 96,1 чоловіків;  на 100 жінок у віці від 18 років та старших — 92,3 чоловіків також старших 18 років.
Середній дохід на одне домашнє господарство  становив 73 223 долари США (медіана — 65 980), а середній дохід на одну сім'ю — 84 821 долар (медіана — 80 331). За межею бідності перебувало 7,4 % осіб, у тому числі 10,4 % дітей у віці до 18 років та 1,2 % осіб у віці 65 років та старших.
Цивільне працевлаштоване населення становило 2140 осіб. Основні галузі зайнятості: освіта, охорона здоров'я та соціальна допомога — 18,8 %, науковці, спеціалісти, менеджери — 16,0 %, фінанси, страхування та нерухомість — 15,8 %.